# Bernardo Pardo
Bernardo P. Pardo (Manilla, 11 februari 1932) is een voormalig Filipijnse rechter en bestuurder. Pardo was rechter van het Hooggerechtshof van de Filipijnen van 1998 tot 2002 en voorzitter van de Filipijnse kiescommissie COMELEC van 1995 tot 1998 

## Biografie
Bernardo Pardo werd geboren op 11 februari 1932. Zijn ouders waren Leopoldo Pardo en Dr. Catalina Policarpio. Na het voltooien van zijn middelbare schoolopleiding aan het Colegio de San Juan de Letran studeerde Pardo rechten aan de University of Santo Tomas en behaalde daar in 1955 zijn Bachelor-diploma. In augustus van dat jaar slaagde hij tevens voor het toelatingsexamen (bar exam) van de Filipijnse balie.
Na zijn studie was Pardo van 1955 tot 1961 werkzaam als advocaat bij Jose W. Diokno Law Office. In 1962 werd Pardo aangesteld als advocaat in de Office of the Sollicitor General. Tegelijkertijd was hij ook rechter in Manilla. Van 1971 tot 1974 was als openbaar aanklager werkzaam op de Office of the Sollicitor General. Op 3 mei 1974 werd Pardo aangesteld als rechter van een Court of First Instance, een functie die hij bekleedde tot 1983. Aansluitend was hij van 1998 tot 1993 rechter van een (Regional Trial Court, RTC) rechtbank in Manilla. Pardo was ook docent. Van 192 tot 1974 was hij assistent professor aan de University of the East. Later doceerde hij aan de University of Santo Tomas van 1989 tot 1995.
Op 30 maart 1993 werd Pardo benoemd tot rechter van het Hof van beroep. Deze functie bekleedde hij tot hij op 15 februari 1995 door president Fidel Ramos werd benoemd tot voorzitter van de Filipijnse kiescommissie COMELEC. Hij was daarbij de opvolger van Christian Monsod die op dat moment met pensioen ging. De verkiezingen van 1995 en de verkiezingen van 1998 werden derhalve onder zijn leiding georganiseerd. Pardo maakte zijn termijn als voorzitter van COMELEC niet af, want in oktober 1998 werd hij door president Joseph Estrada benoemd tot rechter in het Hooggerechtshof van de Filipijnen, het hoogste rechtscollege van de Filipijnen.
Op 11 februari 2002 bereikte Pardo de verplichtte pensioenleeftijd van 70 jaar. Pardo is getrouwd met advocaat Zenaida C. de Dios